# Фракция Красной армии
«Фра́кция Кра́сной а́рмии» (РАФ, RAF — нем. Rote Armee Fraktion) — немецкая леворадикальная террористическая организация, действовавшая в ФРГ и Западном Берлине в 1970—1998 годах.
Основана в 1970 году Андреасом Баадером, Гудрун Энслин, Хорстом Малером, Ульрикой Майнхоф и др. Названа в честь революционных армий СССР, Китая и Кубы. Организована по образцу южноамериканских партизанских групп, таких как Тупамарос (Уругвай). Её участники рассматривали свою деятельность как городскую партизанскую войну против государственного аппарата, буржуазии, милитаризма и нацистского прошлого.
Ответственна за совершение 34 убийств, серии ограблений банков, взрывов в военных и гражданских учреждениях и покушений на высокопоставленных лиц.
История организации насчитывает три поколения. 20 апреля 1998 года она официально объявила о самороспуске.
Логотип RAF — красная звезда, на фоне которой изображён пистолет-пулемёт Heckler & Koch MP5 ранней конструкции (с прямым магазином).

## Причины возникновения
К 1960 годам в ФРГ и Западном Берлине выросло молодое послевоенное поколение, которое по-новому сформулировало вопросы морали и этики относительно действий своих родителей во время войны и правомерности существования ФРГ в той форме, в какой она существовала на тот момент. Нередко мировоззрение молодёжи становилось причиной размежевания со старшими поколениями. Война во Вьетнаме усугубила неприязненное отношение некоторых слоёв немецкого населения к США. В крупных университетских городах Западной Европы прошли антиамериканские студенческие демонстрации. На территории ФРГ возникли внепарламентская оппозиция и Социалистический союз немецких студентов, выступавшие с мирными протестами.
По собственному определению, РАФ являлся революционным авангардом внутри обозначившейся оппозиции государственной власти и был призван осуществить мировую революцию. Свою задачу группа видела в ведении вооружённой борьбы с американским империализмом, в том числе и в Западной Европе. Из 3 поколений РАФ только первое пользовалось некоторой поддержкой населения. Симпатии со стороны населения выражались в акциях солидарности и организации разветвлённой системы полулегальной поддержки тылового обеспечения, в первую очередь благодаря деятельности «Красной помощи». О популярности идей РАФ может говорить и тот факт, что судебными защитниками террористов РАФ первого поколения выступили известные юристы. Второе поколение РАФ утратило имевшуюся ранее популярность: с одной стороны этому способствовало усиление полицейского режима в Западной Германии, с другой — более жестокие методы действия нового поколения РАФ.
РАФ представляла собой сравнительно небольшую группу людей. Число лидеров, возглавлявших группу и занимавшихся активной подпольной деятельностью, за всю её историю с 1970 по 1998 год составляло от 60 до 80 человек. Число лиц, непосредственно не входивших в группировку, но оказывавших ей всяческую поддержку, составляло около 300 человек.
Реакцией на теракты, совершенные РАФ во время «Немецкой осени», стало принятие в 1977—1979 годах ряда антитеррористических законов, которые ограничивали личные права граждан, однако были признаны легитимными с точки зрения соблюдения государственно-правовых принципов. В ходе террористических актов и захватов заложников члены РАФ убили 34 человека. Многие получили ранения. Также были убиты 20 членов РАФ.
В немецких СМИ эта организация часто называлась группой Баадера — Майнхоф (Der Spiegel) или бандой Баадера и Майнхоф (Bild-Zeitung). Позднее за ней закрепилось название, выбранное самими террористами в честь революционной армии России, — Фракция Красной армии. Её история насчитывает не одну смену поколений революционеров-террористов. Кроме этого, каждое новое поколение РАФ отличалось от предыдущего организационной структурой и изменениями в теории и практике ведения «борьбы за новый мир».

## Хроника событий

### Предыстория
Убийство 2 июня 1967 года студента Бенно Онезорга полицейским Куррасом во время демонстрации протеста в Западном Берлине против визита иранского шаха Мохаммеда Пехлеви в Германию стало сигналом к эскалации насилия. Первое поколение РАФ вышло главным образом из милитаристского крыла внепарламентской оппозиции, которая в конце 1960-х гг. распалась на множество мелких левых группировок и организаций, а также коммунистических коммун, т. н. К-групп.
Итогом дискуссий относительно возможности применения «насилия к „объектам“», которые велись участниками студенческих движений, стал поджог 2 апреля 1968 года двух универмагов во Франкфурте-на-Майне. Андреас Баадер, Гудрун Энслин, Торвальд Пролль и Хорст Зёнляйн осуществили поджоги этих символов системы потребления в знак протеста против развязанной США войны во Вьетнаме, а также в знак солидарности с третьим миром. Пожары нанесли ущерб в размере около 700 тыс. немецких марок. Уже 4 апреля поджигатели были задержаны. Процесс над ними вызвал широкий общественный резонанс.
11 апреля 1968 года в Западном Берлине неонацист Йозеф Бахман совершил покушение на лидера студенческого движения Руди Дучке. Ульрика Майнхоф вспоминала: «Пули, выпущенные в Дучке, покончили с нашими мечтами о мире и ненасилии».
В октябре 1970 года Баадер и его соратники были приговорены к 3 годам лишения свободы каждый.  После подачи ходатайства о пересмотре приговора в верховный суд ФРГ они были выпущены под залог. В феврале 1970 года прошение о помиловании было отклонено. Решению суда подчинился только Хорст Зёнляйн, а трое осуждённых  уехали в Париж и ушли в подполье.  В феврале 1970 года по инициативе их адвоката Хорста Малера они вернулись в Западный Берлин. Вместе ним они решили объявить государству городскую партизанскую войну и вести её по примеру латиноамериканских стран. Осуществлению этого плана помешал арест Андреаса Баадера. В апреле 1970 года его задержал патруль дорожной полиции во время проверки документов.

### Первое поколение

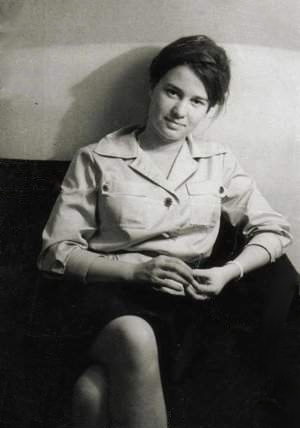
Ульрика Майнхоф. 1964

Датой создания РАФ считается день освобождения Андреаса Баадера из тюрьмы. Журналистка Ульрика Майнхоф убедила левого издателя Клауса Вагенбаха заключить с ней и Баадером договор на издание книги «Организация маргинальной молодежи». С помощью этого договора Хорст Малер, адвокат Баадера, добился у руководства тюрьмы «Берлин-Тегель» разрешения вывозить того в Институт социальных исследований в Далеме для работы с журналисткой над рукописью книги.
14 мая 1970 года Баадер был доставлен в читальный зал института. Применив оружие и тяжело ранив сотрудника института Георга Линке, группа боевиков освободила Баадера. Вместе с ними скрылась и Ульрика Майнхоф.
5 июня 1970 года в журнале «Agit 883» под заголовком «Die Rote Armee aufbauen!» появилось первое официальное заявление РАФ, написанное Гудрун Энслин.
Летом 1970 года Андреас Баадер, Гудрун Энслин, Ульрика Майнхоф, Хорст Малер, Петер Хоман, Бригитта Асдонк и ещё десяток членов группы прошли подготовку в военном лагере палестинского движения ФАТХ.
В начальный период группа заявила о себе совершением серии банковских ограблений, нападений на инкассаторские машины и похищением документов. Их целью было накопление сил и средств. Лишь в 1971 году РАФ выступила перед общественностью с программным документом «Концепция ведения городской партизанской войны» (Das Konzept Stadtguerilla). Незадолго до этого по всей территории ФРГ начался широкомасштабный розыск членов группы, в состав которой входило около 50 человек. Лидерами первого поколения РАФ были Баадер, Энслин, Хольгер Майнс, Майнхоф и Ян-Карл Распе.
В мае 1972 году группа совершила серию терактов с применением взрывчатки. В результате взрывов на военных объектах США в ФРГ были убиты 4 человека, более 30 ранены. В июне 1972 года лица, игравшие ключевую роль в группе, были арестованы.
17 января 1973 года 40 членов РАФ, находившихся под стражей, начали первую коллективную голодовку в знак протеста против условий содержания. В заявлении о начале голодовки, с которым Баадер выступил на уголовном процессе против Хорста Малера, он потребовал «прекратить применение мер изолирования в отношении политических заключённых ФРГ». Требование выведения заключённых из системы «мёртвых трактов» в первую очередь относилось к Ульрике Майнхоф. 9 февраля она была переведена в одиночную камеру в мужское отделение тюрьмы «Кёльн-Оссендорф», и 16 февраля голодовка была прекращена.

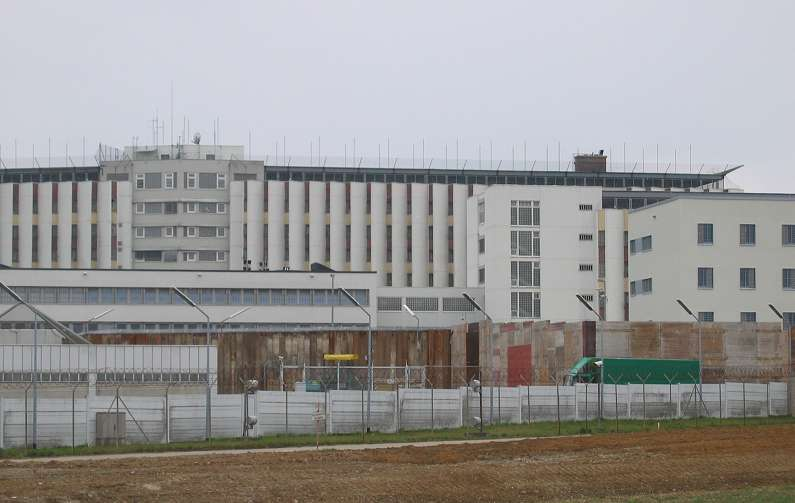
Тюрьма Штаммхайм в Штутгарте

Террористы жаловались на невыносимые условия тюремного содержания. Называя его пыткой одиночеством и требуя её прекращения, среди прочего они пытались получить статус военнопленных. Свои требования они подкрепляли голодовками, в результате одной из которых в тюрьме «Виттлих» 9 ноября 1974 года умер Хольгер Майнс. Действия заключённых, поддержку которым оказывали их адвокаты, как, например, позднее представший перед судом Клаус Круассан, вызвали широкий резонанс в среде левых движений. В числе адвокатов, защищавших террористов РАФ первого поколения, были ставшие впоследствии известными политиками Отто Шили,

занимавший в 1998—2005 годах пост министра внутренних дел, и Ханс-Кристиан Штрёбеле. Рассказ Хорста Бубека, охранника, работавшего в одной из тюрем, где содержались террористы РАФ, и фотоснимки, сделанные самими заключёнными с помощью тайно переданной им фотокамеры, поставили под сомнение утверждения о чрезмерной строгости их содержания под стражей и проведения над ними пыток одиночеством.
В дело террористов РАФ вмешалась мировая общественность в лице французского философа-экзистенциалиста Жана-Поля Сартра, который попытался выступить посредником между заключёнными и правительством ФРГ. 4 декабря 1974 года Сартр навестил Баадера в штутгартской тюрьме «Штаммхайм».
В мае 1975 года задержанные были признаны виновными в совершении предъявленных им преступлений, и в апреле 1977 года после 192 дней судебного разбирательства каждый из них был приговорён к пожизненному заключению. 29 ноября 1974 года Ульрика Майнхоф уже была приговорена к наказанию в виде лишения свободы сроком на 8 лет за покушение на убийство.

#### Смерть в тюрьме «Штамхайм»
Лидеры первого поколения РАФ умерли в течение 1976-77 гг. в штутгартской тюрьме «Штамхайм», в зоне, предназначенной для содержания особо опасных преступников. 9 мая 1976 года Ульрика Майнхоф, согласно официальной версии, совершила самоубийство: из лоскутков носового платка она сплела верёвку и повесилась на раме окна в собственной камере. Однако официальная версия оспаривается независимыми экспертами.

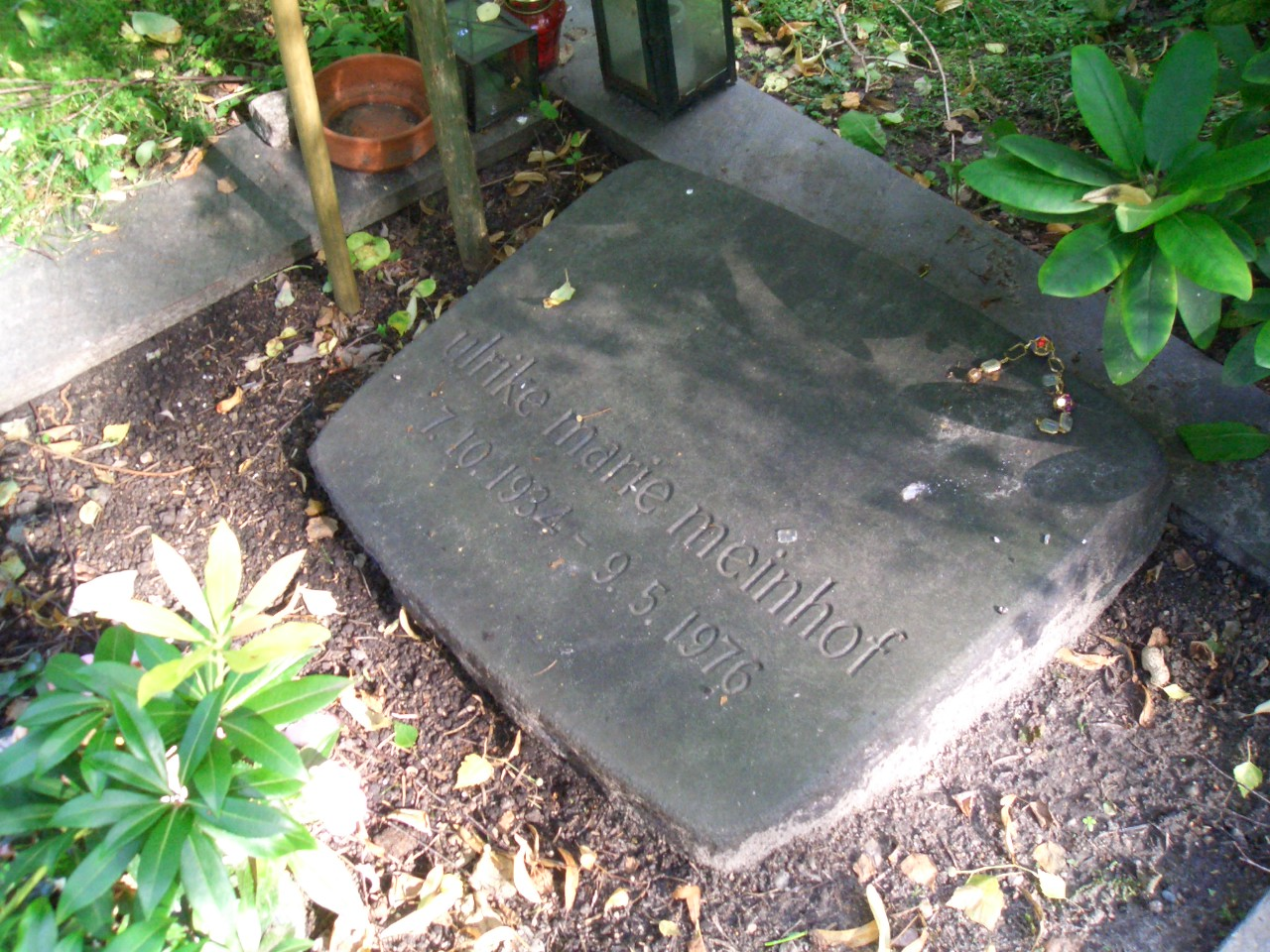
Могила Ульрики Майнхоф на кладбище в Берлин-Мариендорфе

После серии неудавшихся попыток вызволить из тюрьмы оставшихся террористов (похищение Шлейера, угон самолёта группой арабских экстремистов из четырёх человек), предпринятых представителями второго поколения РАФ, Андреас Баадер, Гудрун Энслин и Ян-Карл Распе были найдены мёртвыми в своих камерах. По версии следствия, Баадер и Распе застрелились из пистолетов, пронесённых в их камеры адвокатами, а Энсслин повесилась на кабеле электрической проводки. Ирмгард Мёллер нанесла себе восемь ранений в область сердца при помощи столового ножа, однако раны оказались не смертельными.

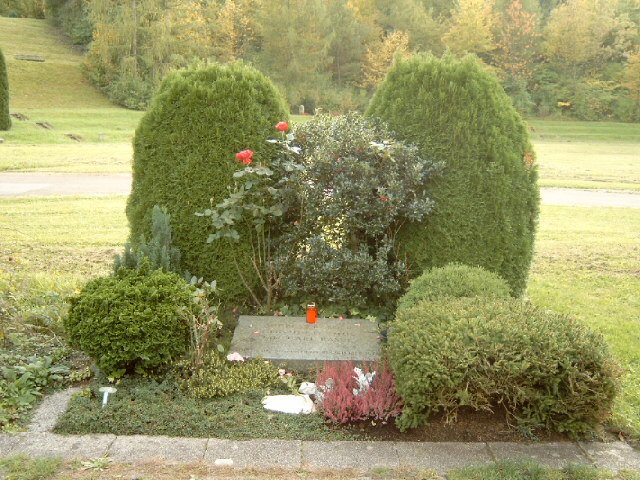
Могила Баадера, Распе и Энслин

Сразу же после официального объявления о коллективном самоубийстве возникло сомнение в том, что это действительно самоубийство. Ирмгард Мёллер до сих пор настаивает на том, что никакого уговора о коллективном самоубийстве среди террористов не было и что полученные ею раны не были нанесены ею самой.
В 1977—1978 годах Европейская комиссия расследовала обстоятельства гибели заключённых «Штамхайма» и не смогла найти доказательств, опровергающих факт коллективного самоубийства. Результаты экспертизы были рассекречены в конце 1990-х гг. С тех пор версия о коллективном самоубийстве является официально признанной.

### Второе поколение
Второе поколение террористов РАФ сформировалось после ареста большей части представителей первого поколения, которые, даже находясь в тюрьме, продолжали оказывать значительное пропагандистское влияние на сочувствующих. Многие члены второго поколения РАФ были выходцами из образованного 12 февраля 1970 года «Социалистического коллектива пациентов».

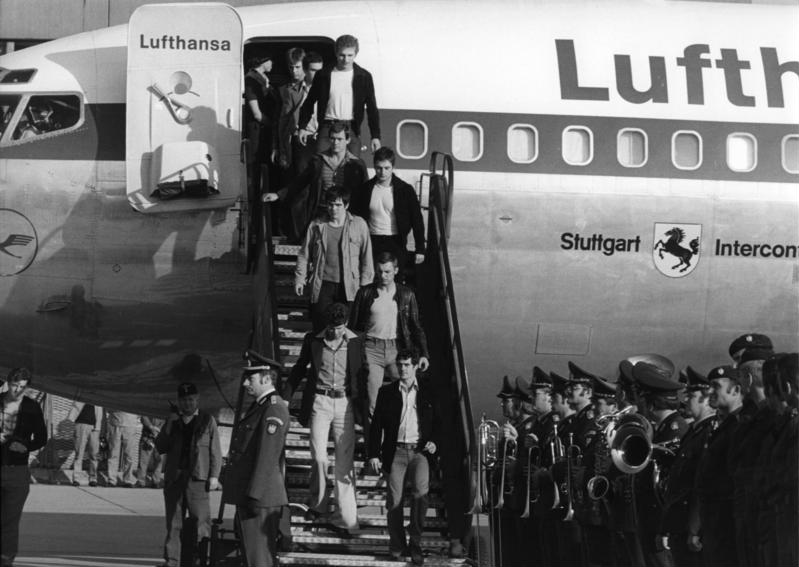
Возвращение в Германию группы GSG 9 после операции в Могадишо

27 февраля 1975 года за 3 дня до выборов в палату депутатов главный кандидат от берлинского отделения ХДС Петер Лоренц был похищен участниками «Движения 2 июня». Похитители потребовали освобождения заключённых террористов. Федеральное правительство в первый и последний раз согласилось выполнить подобное требование. По требованию похитителей Верена Беккер, Габриель Крёхер-Тидеман, Ингрид Зипман, Рольф Хайслер и Рольф Поле были высланы в город Аден (Южный Йемен). 4 марта Лоренц вышел на свободу. Тот факт, что некоторые из отпущенных на свободу впоследствии вернулись к террористической деятельности, заставил федеральное правительство впредь отказаться от каких бы то ни было переговоров с террористами.
Помня о последствиях февральских событий, представители второго поколения РАФ были готовы добиваться своей цели любой ценой. 24 апреля 1975 года террористы захватили посольство ФРГ в Стокгольме, требуя освобождения лидеров группы.
7 апреля 1977 года было совершено убийство Генерального прокурора ФРГ Зигфрида Бубака и двух его телохранителей Вольфганга Гебеля и Георга Вюрстера. В то время когда Бубак в своём «Мерседесе» направлялся на работу, автомобиль подвергся вооружённому нападению. 15 пуль были выпущены из пистолета-пулемёта преступником, двигавшимся рядом на мотоцикле. Ответственность незамедлительно взяло на себя подразделение РАФ имени Ульрики Майнхоф. На сегодняшний день доказана причастность к преступлению Кристиана Клара, Кнута Фолькертса, Гюнтера Зонненберга и Бригитты Монхаупт. Кто именно управлял мотоциклом и кто произвёл выстрелы, до сих пор неизвестно.
30 июля 1977 года было совершено убийство президента Дрезднер банка Юргена Понто. Член РАФ Сюзанна Альбрехт воспользовалась личным знакомством с банкиром, чтобы проникнуть в его загородный дом в окрестностях Франкфурта-на-Майне. Альбрехт, Бригитта Монхаупт и Кристиан Клар намеревались вместе похитить банкира. Однако Понто оказал сопротивление. Клар выстрелил в него, затем Монхаупт, сделав 5 выстрелов, убила раненого. Монхаупт, Клар и Альбрехт скрылись с места преступления на автомобиле, которым управлял Петер-Юрген Боок. На следующий день ответственность за убийство взяло на себя подразделение РАФ «Красный рассвет».
5 сентября 1977 года в Кёльне был похищен председатель Западногерманского союза промышленников Ханнс Мартин Шлейер, бывший офицер СС. Его удерживали в плену до 18 октября 1977 года. Похитители требовали освобождения террористов первого поколения.
Федеральное правительство, возглавляемое Гельмутом Шмидтом, решило не поддаваться на провокации террористов. С целью оказания давления на федеральное правительство 13 октября 1977 года группа палестинских экстремистов угнала пассажирский самолёт «Ландсхут» авиакомпании «Люфтганза» с 90 пассажирами на борту. По требованию захватчиков самолёт проследовал в столицу Сомали Могадишо. Операцию по освобождению заложников провели сотрудники специального отряда GSG 9 федеральной полиции.
Через несколько часов после завершения операции по освобождению заложников Баадер, Энслин и Распе были найдены мёртвыми в своих камерах в тюрьме «Штамхайм». Ханнс Мартин Шлейер был расстрелян, как только его похитители узнали о смерти заключённых. Его тело было найдено 19 октября 1977 года в багажнике автомобиля в Мюлузе во Франции. Те из причастных к похищению, кто дожил до настоящего времени, все ещё держат имя убийцы в тайне.
Террористы РАФ второго поколения позже пользовались финансовой поддержкой и помощью в организации боевых акций со стороны ГДР. Штази способствовала переезду некоторых членов РАФ в ГДР, где они жили под чужими именами. После объединения Германии подлог был раскрыт. Сюзанна Альбрехт, Вернер Лотце, Эккехарт Фрайхерр фон Зеккендорф-Гуден, Кристиан Дюмляйн, Моника Хельбинг, Зильке Майер-Витт, Хеннинг Беер, Зигрид Штернебекк и Ральф-Баптист Фридрих понесли наказание за террористическую деятельность. В силу истечения срока давности преступлений, совершённых Эккехартом Фрайхерром фон Зеккендорфом-Гуден и Кристианом Дюмляйном, и учитывая их готовность сотрудничать со следствием, в уголовных делах они фигурировали в качестве главных свидетелей.

### Третье поколение
Третье поколение РАФ, которое, по данным ведомства по охране конституции, насчитывало до 250 человек, занималось проведением диверсионных актов и совершением убийств высокопоставленных чиновников, политиков и бизнесменов. Руководили группой 15—20 человек. Начиная с мая 1982 года характер деятельности РАФ резко изменился. Борьба за освобождение заключённых товарищей уступила место тактике спланированных вооружённых нападений, и был взят курс на сближение с другими западноевропейскими террористическими течениями — «Прямое действие» во Франции, «Красные бригады» в Италии, «Сражающиеся коммунистические ячейки» в Бельгии.
9 июля 1986 года в Штрасслахе были убиты директор компании Siemens AG Карл-Хайнц Бекурт и его водитель Эккхард Гропплер. Автомобиль был взорван членами подразделения РАФ им. Мары Каголь. Единственный подозреваемый по делу об убийстве, Хорст-Людвиг Майер, был убит полицией в Вене в 1999 году в ходе завязавшейся перестрелки.
30 ноября 1989 года в Бад-Хомбурге было совершено покушение на директора Дойче банка Альфреда Херрхаузена. Взрывчатка была прикреплена к разобранному велосипеду, лежавшему на обочине дороги перед выездом из гаража. В результате покушения Альфред Херрхаузен скончался. Шофёр получил незначительные ранения. Исполнители преступления до сих пор неизвестны.

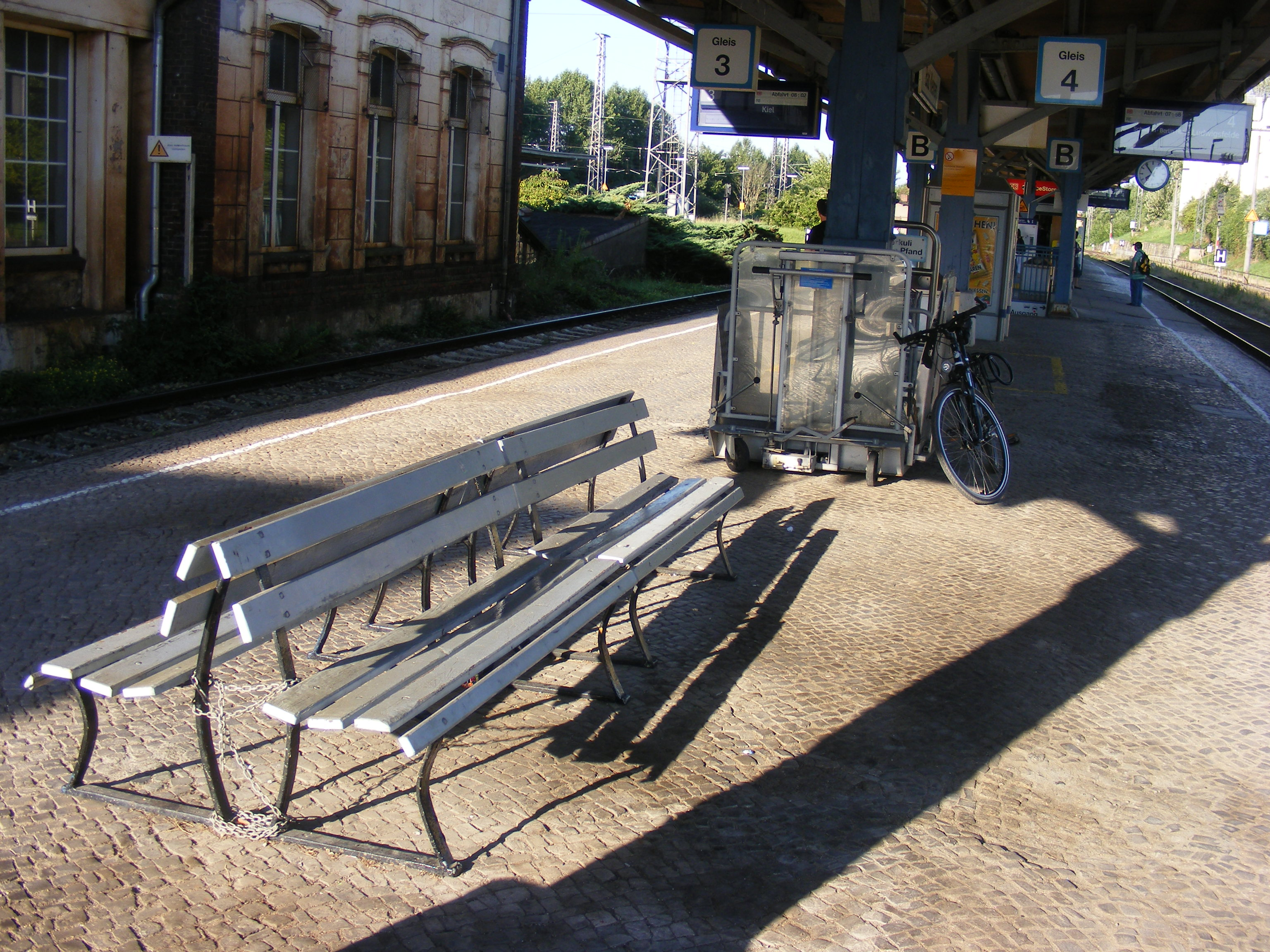
Платформа железнодорожного вокзала в Бад-Кляйнен, место гибели лидера третьего поколения Вольфганга Грамса

1 апреля 1991 года из снайперской винтовки убит президент Попечительского ведомства по управлению государственной собственностью в новых землях Детлев-Карстен Роведдер. Его жена получила ранения. Личность преступника установить не удалось. Спустя 10 лет Федеральное управление уголовной полиции выдвинуло версию о причастности к убийству Вольфганга Грамса на основании результатов анализа ДНК найденного на месте преступления волоса.
В начале 1992 года федеральный министр юстиции Клаус Кинкель (СвДП) не исключил освобождения заключённых членов РАФ, если они воздержатся от дальнейших действий. В ответ на это РАФ заявила, что хочет «снизить эскалацию». Сегодня известно, что так называемая инициатива Кинкеля вызвала раскол среди заключённых членов РАФ. Бригитта Монхаупт и другие отклонили это предложение. Карл-Хайнц Дельво, Лутц Тауфер и другие хотели его принять.
В ночь с 26 на 27 марта 1993 года произошла последняя акция РАФ — взрыв в тюрьме Вайтерштадт. Свыше 200 кг взрывчатки уничтожили три жилых дома и административный корпус строящегося учреждения. Остальная часть объекта была серьезно повреждена. Никто из людей не пострадал. Материальный ущерб составил от 80 до 90 млн немецких марок. Открытие тюрьмы было отложено до 1997 года. Первоначально подозревали только Вольфганга Грамса и Биргит Хогефельд. На основе ДНК-анализа другими возможными преступниками теперь считаются Даниэла Клетте, Эрнст-Фолькер Штауб и Буркхард Гарвег.
27 июня 1993 года в Бад-Клайнене состоялась операция GSG-9 по задержанию Вольфганга Грамса и Биргит Хогефельд. В тот день агент под прикрытием Клаус Штайнмец, наладивший контакт с руководством РАФ, встретился с Хогефельд, а затем к ним присоединился Грамс. Хотя на месте присутствовали более 100 полицейских, в том числе почти 40 сотрудников GSG-9, не обошлось без накладок. Во время задержания Хогефельд в подземном переходе станции Грамс сбежал на платформу 4/5. Там он открыл огонь, убив 26-летнего члена GSG-9 Михаэля Неврцеллу и серьезно ранив ещё одного оперативного сотрудника. Сам Грамс погиб от выстрела в голову. Обстоятельства его смерти неоднозначны. Показания свидетелей наводят на предположение, что Грамс, упавший на путевое полотно № 4, был расстрелян, тогда как прокуратура Шверина пришла к выводу, что он, по всей вероятности, сам застрелился в безвыходной ситуации. Из-за ложных заявлений и недостаточности судебно-медицинских доказательств возник кризис доверия общества к органам безопасности. В результате федеральный министр внутренних дел Рудольф Зайтерс (ХДС) подал в отставку. Генеральный прокурор Александр фон Шталь также лишился своей должности.

### Самороспуск РАФ
20 апреля 1998 года агентство Рейтер в Кёльне получило отправленное из Хемница восьмистраничное письмо, которое было классифицировано как подлинное и в котором РАФ объявила о своём самороспуске. В нём говорилось:

Почти 28 лет назад, 14 мая 1970 года, в ходе освободительной акции возникла РАФ. Сегодня мы завершаем этот проект. Городские партизаны в виде РАФ ушли в историю.
Заявление заканчивалось списком из 26 имен погибших членов РАФ, «Движения 2 июня», «Революционных ячеек» и их соратников. 34 жертвы РАФ упомянуты не были, зато в начале текста оправдывался выбор Ханнса Мартина Шлейера в качестве жертвы. В заключение приводились слова Розы Люксембург: «Революция говорит: „Я была, есть и буду продолжаться“».
С момента заявления группа себя больше никак не проявляла. Однако поиски подозреваемых бывших членов РАФ на этом не прекратились. Андреа Клумп и Хорст Людвиг Майер были задержаны австрийской полицией в сентябре 1999 года. Майер был убит в перестрелке. Хотя Клумп была признана виновной в терактах, обвинение в принадлежности к РАФ доказать не удалось и отрицается ею по сей день.
После ограбления денежного перевозчика в Дуйсбурге в июле 1999 года, в ходе которого были обнаружены следы разыскиваемых Эрнста-Фолькера Штауба и Даниэлы Клетте, возникли опасения о возникновении «четвертого поколения» РАФ на основе старых структур. Федеральный суд добавил в ордер на арест Штауба и Клетте  подозрение в создании новой террористической организации. Клетте, Штауб и Буркхард Гарвег, который также находится в розыске, были причастны к двум дальнейшим неудавшимся ограблениям инкассаторских транспортных средств в июне 2015 года в Штур-Гросс-Макенштедте и в декабре 2015 года в Вольфсбурге, а также к успешному ограблению в июне 2016 года в Кремлингене. По мнению прокуратуры Вердена и экспертов РАФ Буца Петерса и Клауса Пфлигера, в этих действиях нет ничего, что указывало бы на террористическую подоплеку, и скорее всего они служили исключительно добыче денег для жизни в подполье.
В начале февраля 2024 года полиция начала очередной поиск местонахождения Клетте, Штауба и Гарвега. 26 февраля 2024 года Даниэла Клетте была арестована в берлинском районе Кройцберг в квартире, которую она больше двадцати лет снимала в качестве субарендатора без ведома домовладельца.

## Концепция РАФ
Работы, написанные членами РАФ (в основном первого поколения), позволяют судить о РАФ как о радикальной революционно-социалистической группе. Идеология группы частично основывается на неомарксизме «Франкфуртской школы», хотя её представители никогда не пропагандировали терроризм. В своих трудах члены РАФ также отталкиваются от идей марксизма-ленинизма. Кроме этого, заметны и маоистские тенденции. Поэтому РАФ порой называют террористами от неомарксизма. Современные исследователи считают такой подход слишком узким.
Члены РАФ испытывали ненависть к государственному аппарату ФРГ, к «системе», как они его называли. Они приписывали развитию западноевропейского общества нацистские тенденции, как это делали до них представители студенческой внепарламентской оппозиции, и считали, что национал-социалистическое прошлое продолжает оказывать прямое влияние на современность ФРГ. Активисты РАФ рассматривали национал-социалистическую диктатуру под углом зрения классовой борьбы и угнетения пролетариата. 1933 год считался в первую очередь годом
«скрепления капитуляции пролетариата», а не началом диктатуры.

«Фашизм убил кадрового рабочего и обезоружил как раз не в борьбе, а давно и в концентрационных лагерях».

С точки зрения РАФ, после войны Германия ничего не выиграла: наоборот — после 1945 года положение немецкого народа скорее ухудшилось, так как американская оккупационная власть завладела Западной Германией в качестве колонии.

«Нюрнбергский процесс был только на руку союзникам. В Потсдаме был оговорен с Советским Союзом, так как это было политически-пропагандистским соглашательством».

«Для оккупантов речь шла о том, чтобы после психологического воздействия техниками подавления воспитать в немцах демократию — то есть изменить культуру и, прежде всего, не только изменить, а сломить историческое понимание, сознание исторического существования и немецкой идентичности».

Представители первого поколения во главе с журналисткой Ульрикой Майнхоф разработали теорию революционного радикализма.
В 1967 году Ульрика Майнхоф написала следующие строки в оправдание запуска агитационных ракет на территорию расположения американских военных частей с целью призвать солдат к дезертирству и отказу от участия в войне во Вьетнаме:

«Развязывание войны во Вьетнаме осенью 1967 г. стало сигналом к эскалации насилия для левых движений по всему миру… Война, которую ведут США, носит подчёркнуто империалистический характер и должна служить подтверждением их мирового господства: в Азии, Африке, Европе и Южной Америке. Встаёт вопрос: может ли простое выражение протеста против этой войны говорить о демократическом самосознании? Убийства женщин и детей, снос больниц и школ, уничтожение посевных площадей и важнейших отраслей промышленности, которые будут происходить „до тех пор пока они не взмолятся о пощаде“ — всё это ставит вопрос об эффективности устраиваемых с разрешения полиции демонстраций, полиции, которая посылает свои вертолёты во Вьетнам и ни в коем случае не допустит того, чтобы демонстрации действительно повлияли на политику принятия решений…»

Весной 1971 года, за два месяца до совершения первого покушения с применением бомб — налёта на штаб-квартиру армии США в ФРГ (Франкфурт-на-Майне), который представители РАФ назвали ответом на применение силы во Вьетнаме, РАФ сформулировала «Концепцию ведения городской партизанской войны». По образцу партизанских движений в Латинской Америке, в первую очередь Тупамарос в Уругвае, активисты РАФ намеревались вести подпольную вооружённую борьбу, иными словами «городскую партизанскую войну», против «системы», против «господствующего капиталистического режима» и «американского империализма».
В 1972 году из-под пера Ульрики Майнхоф вышла третья боевая брошюра «Акция „Чёрного сентября“ в Мюнхене — к стратегии антиимпериалистической борьбы».
В 1977 году была издана 600-страничная книга «Тексты: РАФ», представляющая собой сборник статей, писем с самобичеванием и заявлениями, сделанными в ходе процесса.
В мае 1982 года в свет вышел 20-страничный программный документ РАФ «Партизанская война, сопротивление и антиимпериалистический фронт» (Guerilla, Widerstand und antiimperialistische Front), известный также как «Майская программа» (Mai-Papier). В нём авторы описали западноевропейский антиимпериалистический фронт, которому, по их мнению, ещё предстояло возникнуть, и то, как в его рамках могла бы протекать координационная деятельность по разработке военных проектов.
Как и большинство леворадикальных организаций тех лет, РАФ критиковала «советский ревизионизм» и ГДР. Восточногерманские власти и Штази также не испытывали симпатии к РАФ, хотя несколько террористов нашли убежище на территории ГДР.

### Критика методов РАФ
Теория РАФ и методы воплощения её на практике подверглись критике со стороны некоторых левых интеллектуалов. Так, например, в своих дневниках Руди Дучке говорил о «глупости РАФ»:

«РАФ оставил за собой грязные следы повсюду. Похоже, что правительство, в частности коалиция ХДС и ХСС, женилась на РАФ, взяв в приданое всё его дерьмо, чтобы остановить классовую борьбу!»

После захвата активистами РАФ посольства ФРГ в Стокгольме Герберт Маркузе, чьи идеи самым непосредственным образом повлияли на студенческие движения, в интервью каналу ARD на вопрос, может ли РАФ призвать его в свои ряды и действуют ли террористы из глубоких политических убеждений, ответил:

«Я до сих пор считаю себя марксистом. Марксизм отвергает террор… индивидуальный или террор группы… как средство революционной борьбы. Если смотреть субъективно на деятельность РАФ, то можно прийти к выводу, что террористы считают свои действия политическими заявлениями. Если же смотреть объективно, то это совсем не так. В случае, если политическая акция влечёт за собой смерть невинных, то политическая акция, в её субъективном понимании, перестаёт быть таковой и превращается в преступление».

Глава Китайской Народной Республики Мао Цзэдун относился к РАФ с изрядной долей иронии. Лидер китайских коммунистов утверждал, что, решив создать Красную армию, немецкие радикалы «перепутали Китай 1927-го и Германию 1972-го».

## Известные члены РАФ
| Первое поколение          | Первое поколение | Первое поколение  | Первое поколение |
| Имя                       | Год рождения     | Год смерти        | Комментарий |
| ------------------------- | ---------------- | ----------------- | --- |
| Асдонк, Бригитта          | 1947             |                   | Один из основателей РАФ. Участвовала в большинстве экспроприаций, арестована в 1970 г., вышла на свободу в 1982 г. |
| Августин, Рональд         | 1949             |                   | Член РАФ первого поколения. Арестован в 1973 г., вышел на свободу в 1980 г. |
| Баадер, Андреас           | 1943             | 1977              | Основатель и руководитель первого поколения РАФ. В 1970 г. бежал из-под ареста, участвовал в большинстве акций 1970—1972 гг., вновь арестован в 1972 г. Умер в 1977 г. в тюрьме «Штаммхайм». |
| Барц, Ингеборг            | 1948             | между 1972 и 1975 | Член РАФ первого поколения. Убита Баадером, после того как захотела покинуть группу из-за идеологических разногласий. |
| Берберих, Моника          | 1942             |                   | Один из первых членов РАФ, участвовала в освобождении Баадера. Арестована в 1970 г., освобождена в 1988 г.. |
| Беэр, Вольфганг           | 1953             | 1980              | В РАФ с 1973 г., с 1974 по 1978 годы находился под арестом. В 1980 г. погиб в результате несчастного случая. |
| Гёргенс, Ирэн             | 1951             |                   | Член РАФ первого поколения. Участвовала в освобождении А. Баадера. С 1971 по 1977 г. — в заключении. |
| Грасхоф, Манфред          | 1946             |                   | Вступил в РАФ в 1970 г. В 1972 г. застрелил полицейского Ханса Экхарда. Приговорён к пожизненному заключению, помилован в 1991 г. |
| Грундманн, Вольфганг      | 1948             |                   | Вступил в РАФ в 1970 г. В 1972 г. вместе с М. Грасхофом был арестован за участие в террористической организации. Освобождён в 1976 г. |
| Грусдат, Эрик             | 1936             |                   | В РАФ первого поколения был ответственным за угоны автомобилей. За ограбления банков сидел с 1970 по 1973 годы. |
| Майнс, Хольгер            | 1941             | 1974              | Изучал кинематографию в Берлине, присоединился к РАФ в 1970 году, став одним из лидеров и основным инициатором террористических атак. Арестован в июне 1972 года с Баадером и Распе во Франкфурте. Объявил голодовку во время своего заключения в Виттлихе, в знак протеста против жестокого обращения с заключёнными германскими властями. Умер от голода в ноябре 1974 года, весом всего 39 кг при росте 183 сантиметра. Его смерть вызвала бурные протесты в Европе и во многом спровоцировала налёт РАФ на посольство Германии в Стокгольме шесть месяцев спустя. |
| Майнхоф, Ульрика          | 1934             | 1976              | Журналистка. Основатель и вдохновитель РАФ, наряду с А. Баадером. Организация ею побега Баадера в 1970 году вынудило Майнхоф перейти на нелегальное положение. Автор программного документа РАФ «Концепция городской герильи». Арестована в июне 1972 года. Погибла 9 мая 1976 года в тюрьме при неясных обстоятельствах. |
| Малер, Хорст              | 1936             | 2025              | Считается одним из четырёх основателей РАФ (наряду с Баадером, Майнхоф и Энслинн). Адвокат на процессах РАФ 1970 и 1988 годов. Пытался претворить в жизнь свои марксистские идеи, став «городским партизаном». Инициатор обучения боевиков РАФ в лагере ФАТХ в Иордании. Арестован в 1970 году, вышел на свободу в 1980 году. В 1987 году получил разрешение на возобновление юридической практики. Изменил свои взгляды в сторону неонацизма и антисемитизма, за что в 2009 году вновь отправился за решётку. |
| Мёллер, Ирмгард           | 1947             |                   | Студентка-филолог, один из первых членов РАФ. Участник взрывов в полицейских участках и в штаб-квартире военной разведки армии США в Гейдельберге. Арестована в июле 1972 года и заключена в тюрьму строгого режима Штаммхайм вместе с другими членами группы. В ночь с 17 на 18 октября 1977 года, известную как «Ночь смерти в тюрьме Штаммхайм», по официальным данным, пыталась покончить жизнь самоубийством но осталась единственным выжившей той ночью. Вышла на свободу в 1994 году. В настоящее время живёт анонимно. |
| Распе, Ян-Карл            | 1944             | 1977              | До 1961 года жил в ГДР, откуда бежал в ФРГ. Изучал социологию. Принадлежит к первому поколению РАФ (год вступления — 1970). Арестован в июне 1972 года вместе с Баадером и Майнсом. Погиб в тюрьме Штаммхайм в «Ночь смерти». |
| Энслин, Гудрун            | 1940             | 1977              | Дочь священника, прямой потомок Гегеля. Окончила Тюбингенский университет. Один из основателей и лидеров РАФ первого поколения, подруга А. Баадера. Первый арест в 1968 году. Участвовала в подготовке большинства взрывов начала 1970-х годов. Арестована вместе с Баадером. Умерла в один день с ним в тюрьме «Штаммхайм». |
| Второе поколение          |                  |                   | |
| Имя                       | Год рождения     | Год смерти        | Комментарий |
| Альбрехт, Сюзанна         | 1951             |                   | Участвовала в убийстве Юргена Понто и нападении в 1977 г. и нападении на Александра Хейга в 1979 г., в 1980 г. бежала в ГДР, в 1990 г. приговорена к 12 годам заключения, вышла на свободу в 1996 г. |
| Беккер, Верена            | 1952             |                   | Первоначально состояла в Движении 2 июня. В 1975 г. вступила в РАФ. Арестована в 1977 г. и приговорена к пожизненному заключению. Помилована в 1989 г. Вновь арестована в 2009 г. из-за вновь открывшихся обстоятельств в деле об убийстве З. Бубака и в 2012 г. приговорена к 4 годам лишения свободы. |
| Беэр, Хеннинг             | 1959             |                   | Брат Вольфганга Беэра, член РАФ второго поколения. С 1982 по 1990 годы скрывался в ГДР. В 1991 г. приговорён к 6 годам лишения свободы, помилован в 1995 г. |
| Боок (Ливальд), Вальтрауд | 1951             |                   | Жена П.-Ю. Боока. Участвовала в различных акциях РАФ. Арестована в 1976 г. при налёте на Венский банк и в 1977 г. приговорена к 12,5 годам заключения. Вышла на свободу в 1987 г. |
| Петер-Юрген Боок          | 1951             |                   | Член РАФ с 1974 по 1980 г., сконструировал ракетную установку для нападения на Федеральную прокуратуру в 1977 г. Участвовал в похищении и убийстве Юргена Понто и похищении Ханса Мартина Шлейера, готовил угон самолёта «Люфтганзы». Арестован в 1981 г., приговорён к пожизненному заключению. Помилован в 1998 г. |
| Дебус, Зигурд             | 1942             | 1981              | Умер в результате голодовки в поддержку заключённых из РАФ. Членство самого Дебуса в РАФ не доказано. |
| Дельво, Карл-Хайнц        | 1952             |                   | участвовал в акции со взятием заложников в Стокгольме. В 1977 г. приговорён к пожизненному заключению, помилован в 1995 г. |
| Дюк фон, Элизабет         | 1951             | 1979              | В 1975 была арестована за контрабанду оружия. Убита полицией во время второго ареста в 1979 г. в Нюрнберге. |
| Дюмляйн, Кристин          | 1949             |                   | Предположительно член РАФ второго поколения. Свыше 10 лет скрывалась в ГДР. В 1990 г. была ненадолго арестована, но за истечением срока давности обвинений ей так и не было предъявлено. |
| Монхаупт, Бригитта        | 1949             |                   | Изучала философию в Мюнхенском университете. Член Социалистического коллектива пациентов. Вступила в РАФ в 1971 году и после ареста его основателей в 1972 году и Зигфрида Хаага в 1976 году, стала лидером второго поколения террористов. В её активе «немецкая осень» 1977 года (серия убийств государственных деятелей и похищений банкиров и промышленников, вызвавшая панику в ФРГ), участие в угоне рейса 181 авиакомпании Lufthansa с целью освободить группу Баадера-Майнхоф из тюрьмы, 11 ноября 1982 была приговорена к пяти пожизненным заключениям за девять смертей. Она была освобождена условно-досрочно 25 марта 2007 года, после двадцати четырёх лет заключения. |
| Фолькертс, Кнут           | 1952             |                   | Участвовал в убийстве З. Бубака, убил полицейского. Дважды приговорен к пожизненному заключению, помилован в 1995 г. |
| Фридрих, Ральф Баптист    | 1946             |                   | Член РАФ с 1977 г., с 1980 г. скрывался в ГДР. Арестован в 1990 г., но позже освобождён. |
| Хааг, Зигфрид             | 1944             |                   | В 1972 защищал в суде А. Баадера, а позже — Хольгера Майнса. С 1975 г. руководитель второго поколения РАФ. Привлёк в организацию многих членов. Участвовал в захвате заложников в Стокгольме. Арестован в 1976 г. В 1987 условно освобождён. |
| Третье поколение          |                  |                   | |
| Имя                       | Год рождения     | Год смерти        | Комментарий |
| Гарвег, Буркхард          | 1968             |                   | Предположительно член РАФ третьего поколения. Примерно в 1990 г. перешёл на нелегальное положение. Вместе с Даниэлой Клетте, Эрнстом Фолькером Штаубом и другими совершил налёт на управление по исполнению наказаний в Вайтерштадте в 1993 г. До сих пор на свободе (*Даниэла Клетте была арестована 26 февраля 2024 года. Она скрывалась больше 30 лет, жила в центре Берлина, в районе Кройцберг. Власти Германии обвиняют Клетте и двух её сообщников — бывших членов RAF Буркхарда Гарвега и Эрнста Фолькера Штауба — в покушении на убийство и серии ограблений, совершенных в период с 1999 по 2016 год). |
| Грамс, Вольфганг          | 1953             | 1993              | Лидер третьего поколения РАФ. Встречался с основателями РАФ в 1970-х, когда они ещё были в тюрьме, и провёл несколько акций протеста против негуманных условий содержания заключённых. Когда его имя было найдено в книге террориста, убитого полицией, был арестован на 153 дня, но выпущен из-под стражи в 1980 году. Вместе с Биргит Хогефельд осуществил несколько партизанских операций. 27 Июня 1993 он и Биргит были настигнуты антитеррористическим подразделением GSG 9 на вокзале Бад Кляйнен в северной части Германии. В ходе последовавшей перестрелки двое полицейских получили ранения и один погиб. Биргит была арестована, а Грамс убит выстрелом в лицо. Официальное расследование квалифицировало его смерть как самоубийство, но свидетели заявили, что он был убит полицией. |

## После самороспуска
Ева Хауле провела в тюрьме 21 год и была освобождена досрочно 21 августа 2007 года. Хана Крабе находилась в заключении с 1975 по 1996 год. Рольф Клеменс Вагнер, чьё активное участие в РАФ приходится на 1970-е годы, по прошествии 24 лет вышел из тюрьмы 9 декабря 2003 года. Приговорённая к пожизненному заключению Адельхайд Шульц, которая помимо участия в совершении других преступлений была причастна к похищению Шлейера, была помилована указом бундеспрезидента Йоханнеса Рау от 1 февраля 2002 года. Ввиду слабого здоровья в октябре 1998 года Шульц была отпущена из-под стражи. В октябре 2001 года пожизненное заключение, к которому Рольф Хайслер был приговорён в 1982 году, было заменено условным освобождением. В 2001 году экс-террористка Андреа Клумп также были отпущена на свободу. Она оспаривает свою причастность к РАФ. 12 февраля 2007 года Верховный земельный суд в Штутгарте вынес решение об освобождении 57-летней Бригитты Монхаупт из тюрьмы условно-досрочно. Решение 5-й уголовной палаты суда вступило в силу 27 марта 2007 года, в день, когда минуло 24 года пребывания Монхаупт в тюремном заключении. По прошествии 24-летнего срока отбытия пожизненного наказания, согласно нормам немецкого права, заключённый имеет право на ходатайство об условно-досрочном освобождении, если установлено, что он больше не представляет опасности для общества.
19 декабря 2008 года в Германии после 26 лет, проведённых в тюрьме, вышел на свободу Кристиан Клар. Освобождение Клара планировалось на 3 января 2009 года, однако он вышел досрочно. В тюрьме Клар работал, и оставшиеся дни были сокращены в счёт накопившегося отпуска.
Биргит Хогефельд, отбывавшая срок с 1993 года, вышла на свободу в июне 2011 года.

## Акции РАФ

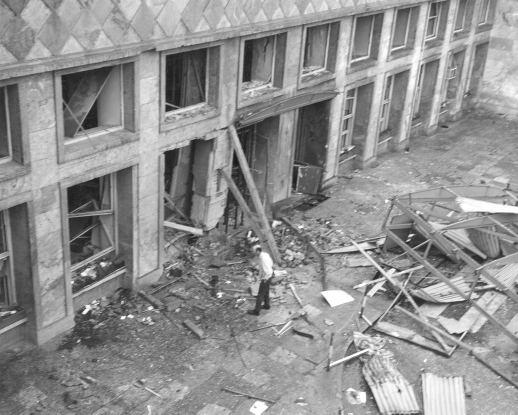
Последствия взрыва 11 мая 1972 года

- 1970 — серия ограблений («экспроприаций») банков.
- 1972, 11 мая — два взрыва в офицерском клубе 5-го армейского корпуса США во Франкфурте-на-Майне (1 человек погиб, 13 ранено). Начало так называемого «Майского наступления[нем.]», ставшего кульминацией террористической деятельности РАФ.
- 1972, 12 мая — налёты на полицейские участки в Аугсбурге и Мюнхене. 5 человек получили ранения.
- 1972, 16 мая — покушение на федерального судью Вольфганга Будденберга. Его жена получила тяжелое ранение.
- 1972, 19 мая — взрывы в издательстве Акселя Шпрингера в Гамбурге, отличавшегося крайне правыми взглядами. 17 человек ранено.
- 1972, 24 мая — взрыв в штаб-квартире 7-й армии США в Гейдельберге. 3 погибших, 5 раненых.
- 1975, 24 апреля — захват посольства ФРГ в Стокгольме шестью членами РАФ. В результате операции шведской полиции погибли 2 террориста и 2 заложника.
- 1975, 21 декабря — захват штаб-квартиры ОПЕК в Вене.
- 1976, 27 июня — угон пассажирского самолёта в Энтеббе (Уганда). Совместно с НФОП. (См. «Операция „Энтеббе“»). Спорно, поскольку многие историки приписывают эту акцию Революционным ячейкам.
- 1977, 7 апреля — убийство генерального прокурора ФРГ Зигфрида Бубака в Карлсруэ. Предположительно, в этой акции приняли участие четыре активиста РАФ — Кристиан Клар, Кнут Фолькертс, Гюнтер Зонненберг и Бригитта Монхаупт.
- 1977, 30 июля — неудачная попытка похищения главы Dresdner Bank Юргена Понто, в результате которой банкир получил пять огнестрельных ранений и вскоре скончался. Операция проводилась в Оберурзеле, в ней приняли участие три члена Фракции Красной Армии — Сюзанна Альбрехт, Бригитта Монхаупт и Кристиан Клар.
- 1977, 5 сентября — в центре Кёльна произошло похищение президента Союза работодателей ФРГ Ханнса Мартина Шлейера. При нападении погибла вся его охрана (3 офицера полиции) и водитель. 18 октября заложник был убит, его тело обнаружено 19 октября в Мюлузе, Франция.
- 1977, сентябрь — угон авиалайнера компании «Lufthansa» в Могадишо (Сомали). Немецкое подразделение спецназа «GSG 9» взяло штурмом самолёт и освободило заложников.
- 1977, 22 сентября — перестрелка в одном из баров Утрехта, в ходе которой 46-летний нидерландский полицейский Ари Краненбург был застрелен членом Фракции Красной Армии Кнутом Фолькертсом.
- 1981, 11 мая — во Франкфурте-на-Майне убит министр экономики федеральной земли Гессен Хайнц Херберт Карри.
- 1981, 31 августа — нападение на базу ВВС США в Рамштайне. 18 военнослужащих получили тяжёлые ранения.

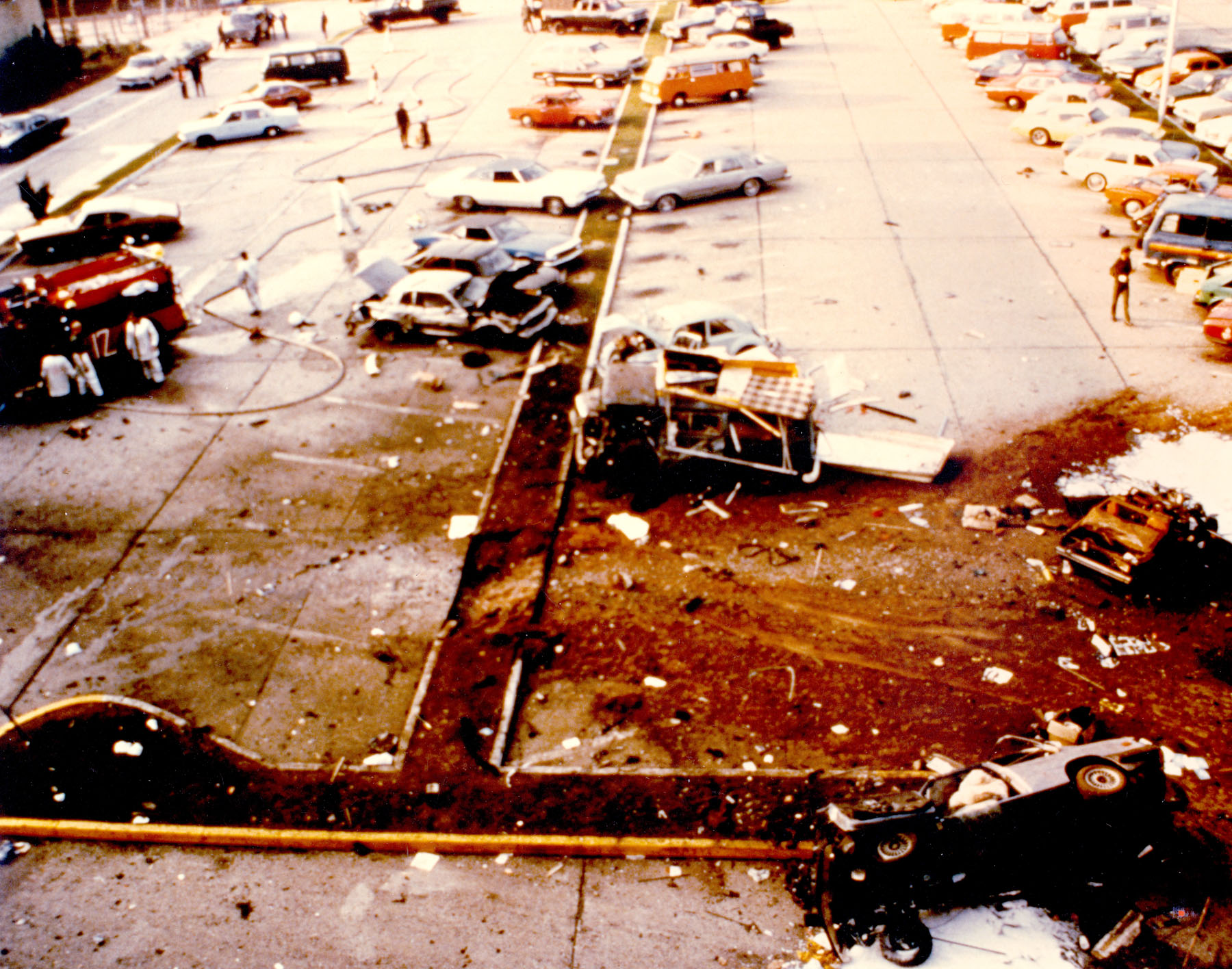
После налёта на базу Рамштайн 31 августа 1981 года

- 1981, 15 октября — в Гейдельберге покушение на командующего Сухопутными силами в Европе американского генерала Фредерика Крезена. Генералу удалось выжить.
- 1985, зима — под Мюнхеном расстрелян председатель правления концерна MTU Эрнст Циммерман.
- 1985, лето — во Франкфурте, на американской военной базе, взорван начинённый взрывчаткой автомобиль. Двое военнослужащих погибли, более тридцати — ранены.
- 1986, 9 июля — около Мюнхена взрыв унёс жизнь члена правления концерна Siemens Карла Хайнца Бекуртса.
- 1986, 10 октября — в пригороде Бонна застрелен руководитель политического департамента МИД ФРГ Герольд фон Браунмаль.
- 1990, 27 июля — попытка покушения на статс-секретаря МИД ФРГ Ханса Нойзеля.
- 1991, 2 апреля — на окраине Дюссельдорфа застрелен председатель берлинского Попечительского ведомства Детлеф Карсен Роведдерт.
- 1993 — взрыв тюрьмы в Дармштадте.

## РАФ в культуре

### В кинематографе
- 1969 — Поджигатели / Brandstifter (режиссёр Клаус Лемке)
- 1970 — Bambule — фильм о заключённых женского исправительного учреждения по сценарию Ульрики Майнхоф.
- 1975 — «Потерянная честь Катарины Блюм» (ФРГ) — художественный фильм немецких режиссёров Фолькера Шлёндорфа и Маргареты фон Тротты. Экранизация одноимённого романа 1974 года лауреата Нобелевской премии Генриха Бёлля. В фильме отражена атмосфера паники в немецкой политике 1970-х годов по причине деятельности «Фракция Красной армии», а также критикуется деятельность таблоидов и т. н. «жёлтой прессы».
- 1978 — «Германия осенью» / «Deutschland im Herbst» (ФРГ) — документальный фильм-реконструкция о городской партизанской войне РАФ. Акции, похищения, похороны товарищей и др. Режиссёры и сценаристы: Райнер Вернер Фассбиндер, Фолькер Шлёндорф, Александр Клюге и др.
- 1979 — «Третье поколение» (ФРГ) — художественный фильм, посвящённый террористической группе, напоминающей РАФ (в картине высказывается мысль о том, что деятельность подобных организаций играет на руку капиталистической системе, так как в моменты эскалации левого терроризма у неё появляется оправдание для дальнейшего проведения политики «закручивания гаек»). Режиссёр Райнер Вернер Фассбиндер.
- 1981 — «Свинцовые времена» (ФРГ) — художественный фильм немецкого режиссёра Маргареты фон Тротты, снятый по её собственному сценарию. Драматические хроники жизни двух немецких сестер, чей характер действительно определяет их судьбу. Прообраз одной из сестер — Марианны — Гудрун Энслин. «Золотой лев» Венецианского кинофестиваля.
- 1986 — Stammheim — Die Baader-Meinhof-Gruppe vor Gericht — художественный фильм, посвящённый процессу над лидерами РАФ. Режиссёр: Райнхард Хауфф. В ролях: У. Тукур (Андреас Баадер), Т. Аффольтер (Ульрика Майнхоф), С. Вегнер (Гудрун Энслин), Г. Кремер (Карл Распе) и др.
- 1992 — «Террорист-демократ» (Германия—Швеция) — художественный фильм по одноимённому роману Яна Гийу. Сотрудник службы шведской разведки, «шведский Джеймс Бонд» Карл Хамильтон внедряется в группу RAF в Гамбурге, с целью предотвратить планируемый теракт в Стокгольме. Режиссёр Пер Берглунд. В ролях Стеллан Скарсгард, Катя Флинт, Буркхард Дрест и др.
- 2000 — «Тишина после выстрела» («Легенды Риты», Германия) — художественный фильм режиссёра Фолькера Шлёндорфа, посвящённый террористической группе напоминающей группу Баадера — Майнхоф.
- 2000 — «Внутренняя безопасность» — немецкий художественный фильм, снятый Кристианом Петцольдом и рассказывающий о бывших участниках немецкой террористической организации, пытающихся уйти от правосудия.
- 2002 — «Красный террор» («Baader») — художественный фильм, посвящённый становлению РАФ. Режиссёр: Кристофер Рот. В главных ролях Франк Гиринг, Лаура Тонке, Бирге Шаде.
- 2004 — «Малиновый рейх» (Канада — Германия) — псевдо-пародийный фильм режиссёра Брюса Лабрюса. Герои фильма считающие себя шестым поколением РАФ — провозглашают гей-революцию.
- 2008 — «Комплекс Баадера — Майнхоф» (Германия) — художественный фильм режиссёра Ули Эделя, посвящённый группе Баадера — Майнхоф. Номинация на премию «Оскар» за лучший фильм на иностранном языке.
- 2011 — «Кто, если не мы[нем.]» (Германия) — режиссёр и сценарист: Андрес Вайель[нем.], оператор: Юдит Кауфман[нем.]. В ролях: Аугуст Диль (Бернвард Феспер[нем.]), Лена Лауцемис[нем.] (Гудрун Энслин), Александр Фелинг (Андреас Баадер) и др. Продюсер: Томас Куфус[нем.]. Производство: zero one film GmbH/Berlin совместно с deutschfilm GmbH/Berlin,München; Südwestrundfunk (SWR)/Stuttgart; Westdeutscher Rundfunk (WDR)/Köln; ARD Degeto Film/Frankfurt am Main. Участие в фестивалях: Берлин 2011, Москва 2011, Иерусалим 2011, SANFIC Сантьяго-де-Чили 2011, Кембридж 2011, 8-й фестиваль немецкого кино (Санкт-Петербург, Москва, Новосибирск). Германия начала 1960-х: Бернвард Веспер, сын нацистского писателя Вилла Веспера, знакомится в Тюбингенском университете с дочерью священника Гудрун Энсслин. Между Бернвардом и Гудрун вспыхивает страстное, изнуряющее обоих чувство. Молодая семья переезжает в Берлин и открывает собственное издательство. В Берлине они знакомятся с представителями радикально настроенной богемы. Ради одного из лидеров «левого фронта» — Андреаса Баадера — Гудрун бросает мужа и ребёнка и постепенно утверждается в среде террористов, в то время как Бернвард ищет утешение в наркотиках.
- Документальный фильм «RAF» из цикла «Международный терроризм»
- 2024 — «ГДР» (Россия) — телевизионный сериал. Высокопоставленный сотрудник Штази в конце 1980-х годов помогает боевикам RAF бежать от полиции на территорию ГДР и затем использует их для проведения операций в Восточном Берлине.

### В музыке
- Песня группы «Электрические партизаны» «Звезда и Автомат».
- Песня немецкой панк-группы Wizo[англ.] «RAF».
- Композиция индастриал группы KMFDM «RAF OK».
- Люк Хейнз[англ.], Baader Meinhof (альбом)[англ.].
- Альбом «die Baader-Meinhof Gruppe / Red Army Faction» в стиле индастриал (2008).
- В клипе группы Rammstein на песню «Deutschland» участники группы в одном из моментов использовали образы известных членов группировки RAF, а также держа в руках оружие, отстреливались от полицейских.

### В литературе

#### Документальная
- Кёнен, Герд[англ.], «Веспер, Энслин, Баадер. Немецкий терроризм: начало спектакля» (русскоязычное издание, «УльтраКультура», 2004).
- Том Вэйг, «Телемечтатели: Фракция Красной армии 1963—1993» (русскоязычное издание «ГОУПП „Гродненская типография“», 2004).
- Вайнен, Ричард[англ.], «Долгий '68» (русскоязычное издание «Альпина нон-фикшн», 2020).
- Ауст, Штефан[англ.] «Комплекс Баадера-Майнхоф» (нем. Der Baader Meinhof Komplex)[a].
- Бекер, Джиллиан[англ.] «Дети Гитлера: История террористической банды Баадера-Майнхоф[англ.]»

#### Художественная
- Бёлль, Генрих, «Потерянная честь Катарины Блюм».
- Шлинк, Бернхард, «Три дня» (нем. Das Wochenende).
- Тимм, Уве, документальная повесть, «Друг и незнакомец[нем.]».
- Георги, Андре[нем.], «Последняя террористка» (нем. Die letzte Terroristin).
- Столяров, Андрей, документальная повесть «Дайте миру шанс» («Дружба народов», 2015)
- Кулешов, Александр, политический роман «Тупик» (Молодая гвардия, 1984)

### В популярной психологии
- В честь лидеров RAF получил название феномен Баадера — Майнхоф — когнитивное искажение, при котором недавно узнанная информация, вновь появляющаяся в фокусе внимания спустя краткий период времени, воспринимается как необычайно часто повторяющаяся.

### Комментарии
1. ↑  Книга стала основой для одноимённой пьесы и экранизации.